# Yellowman
Yellowman (szül. Winston Foster, Kingston (Jamaica), 1956. január 15.) jamaicai reggae (raggamuffin) és dancehall DJ.
Az 1956-ban Jamaikában született Winston Foster árván nevelkedett és nem könnyítette meg az életét albínó mivolta sem. Mindezek ellenére a '80-as évek elején igazi reggae-sztár volt: számtalan lemezt adott el és őt tekintik az első „nagy” dancehall-előadónak is. '85-ben rákot diagnosztizáltak nála és az orvosok szerint csak pár hónap volt hátra az életéből. Ennek ellenére még két évtizeddel később is hihetetlen életerővel táncoltatta meg a százhalombattai Reggae Camp-en az embereket.
Jamaica szigetén már az 1980-as években nagy népszerűségnek örvendett, mivel ekkor adott ki számos kiselemezt, melyekkel megalapozta a hírnevét.

## Albumok
- Mister Yellowman               (1982)
- Zungguzungguguzungguzeng       (1983)
- Nobody Move, Nobody Get Hurt     (1984)
- King Yellowman                   (1984)
- Galong Galong Galong             (1985)
- Yellow Like Cheese             (1987)
- Yellowman Rides Again          (1988)
- A Feast of Yellow Dub          (1990)
- Party                          (1991)
- Reggae on the Move             (1992)
- Prayer                         (1994)
- Message to the World           (1995)
- Divorced (For Your Eyes Only)  (1983)
- Freedom of Speech              (1997)
- RAS Portraits – Yellowman      (1997)
- A Very, Very, Yellow Christmas (1998)
- Yellow Fever                   (1999)
- New York                       (2003)
- Just Cool                      (2004)
- Round 1                        (2005)
- Most Wanted                (2007)
- Look How Me Sexy (Reggae Anthology) (2000)

## Külső hivatkozások
- http://www.kingyellowman.com Archiválva 2019. október 14-i dátummal a Wayback Machine-ben
- VitalSpot – Yellowman Archiválva 2007. október 28-i dátummal a Wayback Machine-ben

1. ↑  https://www.counterpunch.org/2017/07/31/king-yellowman-defends-gay-rights-at-reggae-on-the-mountain/